# Jaroslav Poncar
Jaroslav Poncar (* 12. června 1945, Praha) je český fotograf, který působil od roku 1973 jako vysokoškolský pedagog v Německu. Je znám především díky svým panoramatickým fotografiím z Tibetu, Himálají, Indie, Kambodže, Barmy, Německa, Francie a Čech.

## Život
V letech 1962–1966 studoval fakultu technické a jaderné fyziky na ČVUT. Následovalo studium teoretické fyziky na Technické universitě v Cáchách (Rheinisch-Westfälische Technische Hochschule Aachen), které zakončil v roce 1971 doktorátem (titul Dr. rer. nat.). Od roku 1974 do roku 2004 byl profesorem fyziky a speciální optiky na Universitě aplikovaných věd v Kolíně nad Rýnem (Fachhochschule Köln). V důsledku změn na FH Köln přednášel v letech 2004 až 2010 optiku pro studenty oboru aplikovaná optika a elektronika na fakulte informatiky a elektrotechniky. V roce 2010 odešel do důchodu.

## Dílo
Po dokončení doktorandského studia v Cáchách pracoval jako fotograf pro agenturu dpa (Deutsche Presse-Agentur) v Arábii a v Africe. V letech 1977–1987 byl autorem televizních dokumentárních filmů z Jemenu, Pákistánu, Indie, Tibetu a Mali, které vytvořil spolu s kameramanem a producentem Wolfgangem Kohlem.
Zajišťoval fotografickou dokumentaci řady dlouhodobých dokumentačních projektů:
- 1981–1994 nástěnné malby v chrámech v Alči, projekt: Roger Göpper (Museum für Ostasiatische Kunst) a Karl Ludwig Dasser (Fachhochschule Köln),
- 1984 dokumentace kláštera Tabo v himálajském údolí Spiti,
- 1993 dokumentace nástěnných maleb v klášteře Tholing, Guge, západní Tibet,
- 1993 účast na projektu Hedvábná stezka, projekt: Hans-Joachim Klimkeit (Rheinische Friedrich-Wilhelms-Universität Bonn),
- 1993 dokumentace nástěnných maleb v Turfanu (Čína),
- 1993–2005 dokumentace komplexu chrámů v Angkoru,
- 1996–1998 fotografická dokumentace v oblasti bývalého království Mustang, Německý výbor pro výzkum (Deutsche Forschungsgemeinschaft), Americká himálajská nadace (American Himalayan Foundation),
- 1996–2005 spolu s Hansem Leisenem spoluředitel dokumentace chrámu Angkor Vat,
- 2003–2010 fotografické práce v Barmě.
- 2010–2011 fotografoval kulturní památky v Afghánistánu jako expert Německé společnosti pro mezinárodní spolupráci (GIZ – Deutsche Gesellschaft für Internationale Zusammenarbeit).

V roce 1976 si s sebou do Ladakhu vzal starý ruský panoramatický fotoaparát FT-2 a od té doby se soustavně věnuje panoramatické fotografii.

## Publikace (výběr)

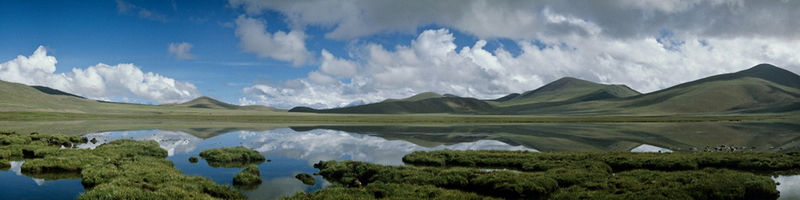
Transhimálaj, oblast pramenů řeky Raka Tsangpo, 5100m, 1987

- Angkor, Mannheim : Edition Panorama, 2013, ISBN 978-3-89823-459-7
- Himalaya – 40 Years of travel on the Roof of the World, Mannheim : Edition Panorama, 2012, ISBN 978-3-89823-453-5
- Afghanistan, Mannheim : Edition Panorama, 2012, ISBN 978-3-89823-454-2
- Ladakh 1974–2008 – A Photographic Homage, Chicago : Serindia Publications, 2010, ISBN 978-1-932476-49-1
- Himalayan Kingdoms, Mannheim : Edition Panorama, 2008, ISBN 978-3-89823-399-6
- Tibet, Mannheim : Edition Panorama, 2008, ISBN 978-3-89823-398-9
- Burma – the Land that Time Forgot, Mannheim : Edition Panorama, 2007
- České středohoří, Kostelní Vydří : Karmelitánské nakladatelství, 2007, ISBN 978-80-7192-997-0
- Of Gods, Kings, and Men : The Reliefs of Angkor Wat, Edition Panorama and Serindia Publications, 2006, ISBN 3-89823-264-6
- Himalayas – Where Gods and Man Meet, Mannheim : Edition Panorama, 2005, ISBN 3-89823-246-8 [p 1]
- Angkor – a photographic portrait by Jaroslav Poncar, Mannheim : Edition Panorama Bibliothek, 2005, ISBN 3-89823-247-6
- India, Mannheim : Edition Panorama Bibliothek, 2004, ISBN 3-89823-237-9[p 2]
- Paris im Panorama / Paris Panoramic / Paris à perte de vue, Paris : RevueK, 2002, ISBN 978-3-89705-238-3
- Angkor Revisited, katalog výstavy v Národní galerii v Bangkoku, Goethe Institute v Bangkoku a Singapuru, 2000
- Panorama of India, New Delhi : Timeless Books, 1998
- The Loire Valley, Paris : RevueK, 1997, ISBN 2-908120-08-9
- Alchi – Ladakh’s Hidden Buddhist Sanctuary, London : Serindia Publications, 1996, ISBN 1-57062-240-X
- Tibet – Tor zum Himmel, Köln : VGS Verlag, 1988
- Ladakh – Land of Passes, Köln : Wienand Verlag, 1986
- Alchi – Buddhas, Goddesses, Mandalas, Köln : Du Mont Verlag, 1982,

## Filmografie
- Auf den Spuren der Königin von Saba (Po stopách královny ze Sáby), 1977
- Durch die Eiswildnis des Ost-Karakorums (Ledovou divočinou východního Karákóramu), 1978
- Langer Marsch zur Seeligkeit (Dlouhý pochod ke spáse – Šivovi poutníci v Himálaji), 1979
- Der unbekannte Indus (Neznámý Indus), 1980
- Deutsche Forscher am Indus (Němečtí výzkumníci v údolí Indu), 1981
- Die anderen Inder – ein Bericht über die Sikhs (Jiní Indové – zpráva o Sikhzích), 1982
- Ladakh – ein Wintermärchen (Ladakh – zimní pohádka), 1982
- Djenné – wo Beton tabu ist (Kde je beton tabu – Djenné), 1982
- Tibet – Tor zum Himmel (Tibet – brána nebes), 1987
- Nomaden in Tibet (Nomádi Tibetu), 1987
- Save Alchi, 1989

## Výstavy v Česku
- 2011 – Tibet – Krajina mýtů a legend : Fotografie Jaroslava Poncara, Centrum současného umění DOX, 18. 5. – 30. 6. 2011[2]
- 2008 – Panoramatické pohlednice z Francie, Litoměřice, Divadlo Karla Hynka Máchy, 20. 9. – 31. 12. 2008
- 2006 – Litoměřice a České středohoří očima studentů z Kolína nad Rýnem, Litoměřice, Divadlo Karla Hynka Máchy, 6. 4. – 30. 6. 2006 [3]
- 2005 – České středohoří a Tibet, Galerie moderního umění v Roudnici nad Labem, 24. 5. – 24. 6. 2007